# Ren Gill
Ren Eryn Gill (nacido como Ren Erin Gill; 29 de marzo de 1990 en Bangor, Gales) es un cantante, compositor, rapero, músico, productor y director galés. Es conocido artísticamente como Ren.
Fue integrante de las bandas Trick The Fox y The Big Push. Posteriormente inició una carrera en solitario, publicando dos álbumes de estudio: Freckled Angels (2016) y Sick Boi (2023). Este último alcanzó el puesto número 1 en la lista de álbumes del Reino Unido, superando a artistas como Rick Astley, Drake y Troye Sivan. También debutó en el número 137 del Billboard 200 en Estados Unidos.

## Biografía

### Inicios
Creció en la isla de Anglesey. A los 10 años recibió una guitarra de su padre y aprendió a tocarla de forma autodidacta. Se inspiró en artistas como Jimi Hendrix, John Frusciante, Eminem, Kurt Cobain y Bob Marley. A los 12 años comenzó a vender CDs con ritmos hechos por él mismo, y a los 13 realizó su primera presentación en vivo. Estudió música en Bath Spa University.

### Carrera temprana
Durante sus estudios universitarios formó la banda Trick The Fox. Tras una actuación callejera en Londres, fue descubierto por el productor Eric Appapoulay, quien lo ayudó a firmar con un subsello de Sony Records. Iniciaron grabaciones en Sanctuary Studio, pero Ren enfermó antes de completar el álbum.

### Problemas de salud
En 2009 comenzó a presentar síntomas que durante años fueron diagnosticados erróneamente como depresión, fatiga crónica y trastorno bipolar. Fue finalmente diagnosticado con enfermedad de Lyme en 2015 tras visitar un especialista en Bruselas. Ha recibido tratamientos experimentales, incluyendo terapias con células madre en Estados Unidos, Canadá y México. Su lucha contra la enfermedad ha marcado profundamente su obra musical y su activismo.

## Trayectoria musical

### Freckled Angels(2016)
Tras su diagnóstico, Ren lanzó su primer álbum solista, Freckled Angels, con canciones compuestas en su etapa con Trick The Fox. El álbum fue dedicado a su amigo Joe Hughes, quien falleció en 2010.

### Regreso y viralidad (2017–2022)
Tras una mejoría en su salud, regresó a los escenarios y formó parte de la banda callejera The Big Push. El grupo se disolvió en 2022 debido a problemas de salud de Ren. Ese mismo año lanzó el videoclip de Hi Ren, que se volvió viral y fue reconocido en festivales europeos de videoclips.

### Sick Boi(2023)
El 13 de octubre de 2023 lanzó su segundo álbum, Sick Boi. Con letras centradas en la salud mental, la crítica social y experiencias personales, el disco fue un éxito comercial y crítico, alcanzando el número 1 en Reino Unido. Incluye los sencillos Animal Flow, Illest of Our Time y Money Game Pt. 3, este último premiado internacionalmente por su videoclip.

### Regreso a los escenarios (2024)
En julio de 2024, Ren protagonizó el espectáculo Asylum en el Secret Garden Party, su primer concierto en solitario en cinco años. El show combinó elementos teatrales con música en vivo y abordó el sistema sanitario y la conexión emocional con sus seguidores.

## Discografía

### Álbumes de estudio
- 2016 – Freckled Angels
- 2023 – Sick Boi

### EPs destacados
- 2019 – The Tale of Jenny & Screech
- 2020 – Demos (Do Not Share) Vol. 1
- 2020 – Demos (Do Not Share) Vol. 2
- 2022 – Violet’s Tale

### Sencillos notables
- "Hi Ren" (2022)
- "Sick Boi" (2023)
- "Animal Flow" (2023)
- "Money Game Pt. 3" (2023)
- "Troubles" (2024)

## Premios y reconocimientos
- Money Game Pt. 3 ganó Mejor Videoclip en los London Music Video Awards, International Music Video Awards y el Festival de Cine Independiente Europeo (ÉCU).
- Nombrado Artista Revelación por Rolling Stone UK en 2023.
- Invitado a los Sky Arts Awards en 2024.

## Activismo y vida personal
Ren utiliza su influencia para promover la concienciación sobre la salud mental y las enfermedades invisibles. En 2023 donó £21,000 a la RNLI en memoria de su amigo Joe Hughes. Ha sido portavoz de Lyme Disease UK y participa activamente en campañas sociales.